# Lucanus wittmeri
Lucanus wittmeri is een keversoort uit de familie vliegende herten (Lucanidae). De wetenschappelijke naam van de soort is voor het eerst geldig gepubliceerd in 1983 door Lacroix.